# 奎宿八
奎宿八 (μ And / 仙女座μ)是仙女座的恒星，距离地球约136光年。
奎宿八是一颗白色的主序矮星，视星等为+3.86。